# Gúttamási
Guttamási is een plaats (község) en gemeente in het Hongaarse comitaat Fejér. Guttamási telt 110 inwoners (2001).